# Mörttjärnen (Burträsks socken, Västerbotten, 717458-171872)
Mörttjärnen är en sjö i Skellefteå kommun i Västerbotten och ingår i Bureälvens huvudavrinningsområde.